# Edmond Van Hove
Edmond Theodor Van Hove (Brugge, 7 juni 1851 - 12 mei 1913) was een Belgisch kunstschilder die onder andere in Brugge, Gent en Antwerpen woonde.

## Leven en werk

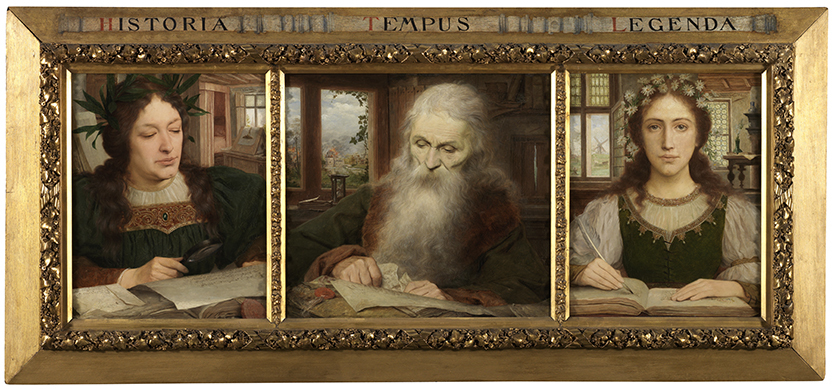
Historia - Tempus - Legenda, 1897 (Groeningemuseum).

Edmond Van Hove was het achtste kind van Jan Van Hove en Isabella Hooghuys. In 1871 trok hij naar Parijs, waar hij les volgde aan de École des Beaux-Arts. Hij keerde in 1875 terug naar Brugge, waar hij in 1890 benoemd werd aan de Academie. In 1898 schilderde hij zijn bekendste werk, De Drie Zustersteden (verwijzend naar Gent, Brugge en Antwerpen), een werk bestaande uit drie panelen van 70 bij 53 cm. Elke stad wordt symbolisch voorgesteld door een meisjesfiguur. In 1899 vestigde Van Hove zich in Antwerpen en in 1902 verhuisde hij naar Gent, om ten slotte in 1910 terug te keren naar Brugge. Hij schilderde 'religieuze taferelen die hij meestal situeerde in het Brugge van zijn tijd, historische taferelen, portretten (vooral fraaie kinderkopjes) en allegorische taferelen'. 
In het Groeningemuseum te Brugge bevindt zich een zelfportret (1879) en een drieluik met drie personen als de voorstelling van Historia, Tempus en Legenda.

## De Drie Zustersteden

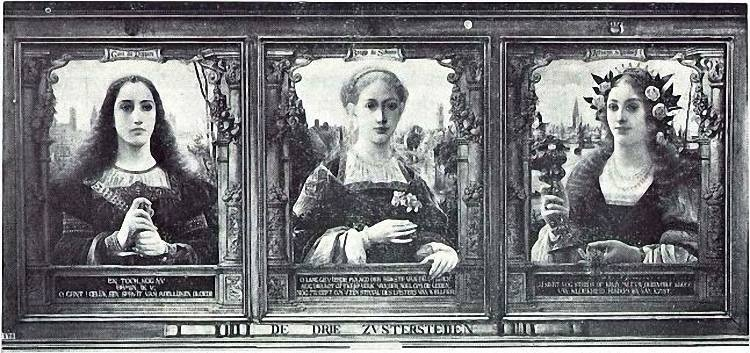
De drie zustersteden

De dichter Karel Lodewijk Ledeganck schreef De Drie Zustersteden (Antwerpen, Gent en Brugge) in 1846, een jaar voor zijn dood (19 maart 1847). Ter gelegenheid van de 50ste verjaardag van zijn overlijden werd besloten te Eeklo een standbeeld voor hem op te richten. Het is waarschijnlijk toen dat Edmond Van Hove belangstelling kreeg voor Ledeganck en zijn Drie Zustersteden. Misschien was hij aanwezig op 29 augustus 1897 bij de onthulling van Ledegancks standbeeld. Een jaar na de inhuldiging van het standbeeld voltooide hij zijn schilderij De drie zustersteden, drie gelijke panelen van 70 bij 53 op hout met elk onderaan links de handtekening van de kunstenaar en het jaartal 1898. Op de houten omlijsting leest men onderaan in drukletters De Drie Zustersteden en bovenaan vindt men boven elke symbolische figuur het wapenschild van de drie steden. Elk paneel is heeft een in goud geschilderde omlijsting met vruchten versierde zuilen, naar het voorbeeld van de Brugse schilders uit de 16e eeuw zoals bv. Lanceloot Blondeel bij wie de architecturale versiering de voorstelling vaak overheerst. Bovenaan elk paneel staat een opschrift voor elke stad: links "Gent die Dappere", in het midden "Brugge die Schoone" en rechts "Antwerpen die Weelderige". Tussen de sokkels van de zuilen staan in drukletters de verzen uit Ledegancks dichtwerk die de allegorische voorstelling illustreren.
Voor Gent: En toch, nog nu Bemin ik U, O Gent ! Gelijk een spruit van adellijken bloede.
Voor Brugge: O lang gevierde maagd der rijkste van de steden ! Nog draagt gij 't kenmerk van den adel om de leden, Nog zweeft om U een straal des luisters van weleer.
En voor Antwerpen: Gij siert nog steeds de kruin met uw driedubbele krone van kloekheid, rijkdom en van kunst.
Elke stad is symbolisch voorgesteld door een meisjesfiguur. De figuur links leunt op een zwaard, het zinnebeeld van de macht en de fierheid van Gent. Achter het meisje rijzen de drie torens van Gent op: van de Sint-Niklaaskerk, van Sint-Baafs en van het belfort. De figuur in het midden staart dromerig voor zich uit: zij symboliseert de vergane grootheid van Brugge. Even dromerig als de meisjesfiguur is het typische, Brugse stadsgezicht achter haar. Rijk getooid met kostbaar gewaad en edelstenen, symbool van de rijkdom en de bloei van Antwerpen, heeft het meisje op het rechterpaneel het befaamde landjuweel in de hand (ereprijs van de vroegere rederijkerswedstrijden). Achter deze laatste stroomt breed en statig de Schelde.

### Tentoonstelling te Parijs
Het schilderij werd voor het eerst tentoongesteld op het Salon de Paris van 1898. Daarna was het ook te zien op tentoonstellingen in elk van de drie zustersteden: Gent (1899), Antwerpen en Brugge. Het werd voor het eerst gereproduceerd in het juninummer van het Engelse tijdschrift 'The Artist' en zou nadien nog dikwijls als titelpagina gebruikt worden, o.a. voor Karel De Flous Promenades dans Bruges. In 1931 werd het werk door mevrouw A. Ganshof Van der Meersch aan de stad Brugge in bruikleen gegeven. In 1947 werd het schilderij geruild voor het portret ten voeten uit van Mevr. A. Ganshof van der Meersch door Frans van Holder, dat blijvend in stadsbezit kwam.